# J. League Best XI
J. League Best XI (en inglés: Mejor once de la J. League) es un reconocimiento que se hace a los mejores once jugadores en la J. League en una temporada determinada.

## Ganadores de la J1 League (1993–presente)
| Año  | Portero (POR)                           | Defensores (DEF) | Mediocampistas (MED) | Delanteros (DEL) | Ref   |
| ---- | --------------------------------------- | --- | --- | --- | ----- |
| 1993 | Shigetatsu Matsunaga (Yokohama Marinos) | Shunzo Ono (Kashima Antlers) Tetsuji Hashiratani (Verdy Kawasaki) Pereira (Verdy Kawasaki) Masami Ihara (Yokohama Marinos) Takumi Horiike (Shimizu S-Pulse)                  | Santos (Kashima Antlers) Yasuto Honda (Kashima Antlers) Ruy Ramos (Verdy Kawasaki)                                                                                   | Kazuyoshi Miura (Verdy Kawasaki) Ramón Díaz (Yokohama Marinos)                                                                                 |       |
| 1994 | Shinkichi Kikuchi (Verdy Kawasaki)      | Pereira (Verdy Kawasaki) Masami Ihara (Yokohama Marinos) Yoshihiro Natsuka (Bellmare Hiratsuka)                                                                              | Tetsuji Hashiratani (Verdy Kawasaki) Tsuyoshi Kitazawa (Verdy Kawasaki) Ruy Ramos (Verdy Kawasaki) Bismarck (Verdy Kawasaki) Betinho (Bellmare Hiratsuka)            | Nobuhiro Takeda (Verdy Kawasaki) Takuya Takagi (Sanfrecce Hiroshima)                                                                           |       |
| 1995 | Shinkichi Kikuchi (Verdy Kawasaki)      | Naoki Sōma (Kashima Antlers) Masami Ihara (Yokohama Marinos) Guido Buchwald (Urawa Red Diamonds) Masaharu Suzuki (Yokohama Marinos)                                          | Tetsuji Hashiratani (Verdy Kawasaki) Bismarck (Verdy Kawasaki) | Masahiro Fukuda (Urawa Red Diamonds) Kazuyoshi Miura (Verdy Kawasaki) Dragan Stojković (Nagoya Grampus Eight) Hiroaki Morishima (Cerezo Osaka) |       |
| 1996 | Seigō Narazaki (Yokohama Flügels)       | Naoki Sōma (Kashima Antlers) Masami Ihara (Yokohama Marinos) Guido Buchwald (Urawa Red Diamonds)                                                                             | Jorginho (Kashima Antlers) Masakiyo Maezono (Yokohama Flügels) Motohiro Yamaguchi (Yokohama Flügels) Hiroshi Nanami (Júbilo Iwata)                                   | Kazuyoshi Miura (Verdy Kawasaki) Dragan Stojković (Nagoya Grampus Eight) Masayuki Okano (Urawa Red Diamonds)                                   |       |
| 1997 | Tomoaki Ōgami (Júbilo Iwata)            | Naoki Sōma (Kashima Antlers) Masami Ihara (Yokohama Marinos) Yutaka Akita (Kashima Antlers)                                                                                  | Bismarck (Kashima Antlers) Hidetoshi Nakata (Bellmare Hiratsuka) Motohiro Yamaguchi (Yokohama Flügels) Hiroshi Nanami (Júbilo Iwata) Dunga (Júbilo Iwata)            | Masashi Nakayama (Júbilo Iwata) Patrick Mboma (Gamba Osaka)                                                                                    |       |
| 1998 | Seigō Narazaki (Yokohama Flügels)       | Naoki Sōma (Kashima Antlers) Makoto Tanaka (Júbilo Iwata) Yutaka Akita (Kashima Antlers)                                                                                     | Shinji Ono (Urawa Red Diamonds) Daisuke Oku (Júbilo Iwata) Toshiya Fujita (Júbilo Iwata) Hiroshi Nanami (Júbilo Iwata) Dunga (Júbilo Iwata)                          | Masashi Nakayama (Júbilo Iwata) Atsushi Yanagisawa (Kashima Antlers)                                                                           |       |
| 1999 | Masanori Sanada (Shimizu S-Pulse)       | Yūji Nakazawa (Verdy Kawasaki) Toshihide Saitō (Shimizu S-Pulse) Ryūzō Morioka (Shimizu S-Pulse)                                                                             | Shunsuke Nakamura (Yokohama F. Marinos) Alex (Shimizu S-Pulse) Teruyoshi Itō (Shimizu S-Pulse) Masaaki Sawanobori (Shimizu S-Pulse) Takashi Fukunishi (Júbilo Iwata) | Dragan Stojković (Nagoya Grampus Eight) Hwang Sun-hong (Cerezo Osaka)                                                                          |       |
| 2000 | Daijirō Takakuwa (Kashima Antlers)      | Yutaka Akita (Kashima Antlers) Hong Myung-bo (Kashiwa Reysol) Naoki Matsuda (Yokohama F. Marinos)                                                                            | Tomokazu Myōjin (Kashiwa Reysol) Shunsuke Nakamura (Yokohama F. Marinos) Jun'ichi Inamoto (Gamba Osaka) Hiroaki Morishima (Cerezo Osaka)                             | Tuto (F.C. Tokyo) Masashi Nakayama (Júbilo Iwata) Akinori Nishizawa (Cerezo Osaka)                                                             |       |
| 2001 | Arno van Zwam (Júbilo Iwata)            | Gō Ōiwa (Júbilo Iwata) Yutaka Akita (Kashima Antlers) Akira Narahashi (Kashima Antlers)                                                                                      | Mitsuo Ogasawara (Kashima Antlers) Takashi Fukunishi (Júbilo Iwata) Toshiya Fujita (Júbilo Iwata) Toshihiro Hattori (Júbilo Iwata) Kōji Nakata (Kashima Antlers)     | Will (Consadole Sapporo) Atsushi Yanagisawa (Kashima Antlers)                                                                                  |       |
| 2002 | Hitoshi Sogahata (Kashima Antlers)      | Hideto Suzuki (Júbilo Iwata) Makoto Tanaka (Júbilo Iwata) Naoki Matsuda (Yokohama F. Marinos)                                                                                | Mitsuo Ogasawara (Kashima Antlers) Takashi Fukunishi (Júbilo Iwata) Toshiya Fujita (Júbilo Iwata) Hiroshi Nanami (Júbilo Iwata)                                      | Emerson (Urawa Red Diamonds) Naohiro Takahara (Júbilo Iwata) Masashi Nakayama (Júbilo Iwata)                                                   |       |
| 2003 | Seigō Narazaki (Nagoya Grampus Eight)   | Keisuke Tsuboi (Urawa Red Diamonds) Dutra (Yokohama F. Marinos) Yūji Nakazawa (Yokohama F. Marinos)                                                                          | Mitsuo Ogasawara (Kashima Antlers) Takashi Fukunishi (Júbilo Iwata) Daisuke Oku (Yokohama F. Marinos) Yasuhito Endō (Gamba Osaka)                                    | Emerson (Urawa Red Diamonds) Ueslei (Nagoya Grampus Eight) Tatsuhiko Kubo (Yokohama F. Marinos)                                                |       |
| 2004 | Yōichi Doi (F.C. Tokyo)                 | Marcus Túlio Tanaka (Urawa Red Diamonds) Dutra (Yokohama F. Marinos) Yūji Nakazawa (Yokohama F. Marinos)                                                                     | Mitsuo Ogasawara (Kashima Antlers) Makoto Hasebe (Urawa Red Diamonds) Daisuke Oku (Yokohama F. Marinos) Yasuhito Endō (Gamba Osaka)                                  | Emerson (Urawa Red Diamonds) Marques (Nagoya Grampus Eight) Masashi Oguro (Gamba Osaka)                                                        |       |
| 2005 | Motohiro Yoshida (Cerezo Osaka)         | Ilian Stoyanov (JEF United Chiba) Marcus Túlio Tanaka (Urawa Red Diamonds) Yūji Nakazawa (Yokohama F. Marinos)                                                               | Mitsuo Ogasawara (Kashima Antlers) Yuki Abe (JEF United Chiba) Fernandinho (Gamba Osaka) Yasuhito Endō (Gamba Osaka) Tatsuya Furuhashi (Cerezo Osaka)                | Araújo (Gamba Osaka) Hisato Satō (Sanfrecce Hiroshima)                                                                                         |       |
| 2006 | Yoshikatsu Kawaguchi (Júbilo Iwata)     | Marcus Túlio Tanaka (Urawa Red Diamonds) Satoshi Yamaguchi (Gamba Osaka) Akira Kaji (Gamba Osaka)                                                                            | Keita Suzuki (Urawa Red Diamonds) Yuki Abe (JEF United Chiba) Kengo Nakamura (Kawasaki Frontale) Hiroyuki Taniguchi (Kawasaki Frontale) Yasuhito Endō (Gamba Osaka)  | Washington (Urawa Red Diamonds) Magno Alves (Gamba Osaka)                                                                                      |       |
| 2007 | Ryōta Tsuzuki (Urawa Red Diamonds)      | Daiki Iwamasa (Kashima Antlers) Marcus Túlio Tanaka (Urawa Red Diamonds) Satoshi Yamaguchi (Gamba Osaka)                                                                     | Yuki Abe (Urawa Red Diamonds) Keita Suzuki (Urawa Red Diamonds) Robson Ponte (Urawa Red Diamonds) Kengo Nakamura (Kawasaki Frontale) Yasuhito Endō (Gamba Osaka)     | Juninho (Kawasaki Frontale) Baré (Gamba Osaka)                                                                                                 |       |
| 2008 | Seigō Narazaki (Nagoya Grampus)         | Daiki Iwamasa (Kashima Antlers) Atsuto Uchida (Kashima Antlers) Yūji Nakazawa (Yokohama F. Marinos) Marcus Túlio Tanaka (Urawa Red Diamonds) Satoshi Yamaguchi (Gamba Osaka) | Kengo Nakamura (Kawasaki Frontale) Yoshizumi Ogawa (Nagoya Grampus) Yasuhito Endō (Gamba Osaka)                                                                      | Marquinhos (Kashima Antlers) Atsushi Yanagisawa (Kyoto Sanga)                                                                                  |       |
| 2009 | Eiji Kawashima (Kawasaki Frontale)      | Daiki Iwamasa (Kashima Antlers) Atsuto Uchida (Kashima Antlers) Marcus Túlio Tanaka (Urawa Red Diamonds) Yūto Nagatomo (F.C. Tokyo)                                          | Mitsuo Ogasawara (Kashima Antlers) Naohiro Ishikawa (F.C. Tokyo) Kengo Nakamura (Kawasaki Frontale) Yasuhito Endō (Gamba Osaka)                                      | Shinji Okazaki (Shimizu S-Pulse) Ryōichi Maeda (Júbilo Iwata)                                                                                  |       |
| 2010 | Seigō Narazaki (Nagoya Grampus)         | Marcus Túlio Tanaka (Nagoya Grampus) Takahiro Masukawa (Nagoya Grampus) Tomoaki Makino (Sanfrecce Hiroshima)                                                                 | Kengo Nakamura (Kawasaki Frontale) Márcio Richardes (Albirex Niigata) Jungo Fujimoto (Shimizu S-Pulse) Danilson Córdoba (Nagoya Grampus) Yasuhito Endō (Gamba Osaka) | Ryōichi Maeda (Júbilo Iwata) Joshua Kennedy (Nagoya Grampus)                                                                                   |       |
| 2011 | Seigō Narazaki (Nagoya Grampus)         | Naoya Kondō (Kashiwa Reysol) Hiroki Sakai (Kashiwa Reysol) Marcus Túlio Tanaka (Nagoya Grampus)                                                                              | Jorge Wágner (Kashiwa Reysol) Leandro Domingues (Kashiwa Reysol) Jungo Fujimoto (Nagoya Grampus) Yasuhito Endō (Gamba Osaka) Hiroshi Kiyotake (Cerezo Osaka)         | Mike Havenaar (Ventforet Kofu) Joshua Kennedy (Nagoya Grampus)                                                                                 |       |
| 2012 | Shūsaku Nishikawa (Sanfrecce Hiroshima) | Yuichi Komano (Júbilo Iwata) Marcus Túlio Tanaka (Nagoya Grampus) Hiroki Mizumoto (Sanfrecce Hiroshima)                                                                      | Leandro Domingues (Kashiwa Reysol) Yasuhito Endō (Gamba Osaka) Toshihiro Aoyama (Sanfrecce Hiroshima) Yojiro Takahagi (Sanfrecce Hiroshima)                          | Wilson (Vegalta Sendai) Hisato Satō (Sanfrecce Hiroshima) Yohei Toyoda (Sagan Tosu)                                                            |       |
| 2013 | Shūsaku Nishikawa (Sanfrecce Hiroshima) | Daisuke Nasu (Urawa Red Diamonds) Masato Morishige (F.C. Tokyo) Yūji Nakazawa (Yokohama F. Marinos)                                                                          | Shunsuke Nakamura (Yokohama F. Marinos) Hotaru Yamaguchi (Cerezo Osaka) Yoichiro Kakitani (Cerezo Osaka) Toshihiro Aoyama (Sanfrecce Hiroshima)                      | Yūya Ōsako (Kashima Antlers) Yoshito Okubo (Kawasaki Frontale) Kengo Kawamata (Albirex Niigata)                                                |       |
| 2014 | Shūsaku Nishikawa (Urawa Red Diamonds)  | Kōsuke Ōta (F.C. Tokyo) Masato Morishige (F.C. Tokyo) Tsukasa Shiotani (Sanfrecce Hiroshima)                                                                                 | Gaku Shibasaki (Kashima Antlers) Yoshinori Muto (F.C. Tokyo) Léo Silva (Albirex Niigata) Yasuhito Endō (Gamba Osaka)                                                 | Yoshito Okubo (Kawasaki Frontale) Takashi Usami (Gamba Osaka) Patric (Gamba Osaka)                                                             |       |
| 2015 | Shūsaku Nishikawa (Urawa Red Diamonds)  | Tomoaki Makino (Urawa Red Diamonds) Kōsuke Ōta (F.C. Tokyo) Masato Morishige (F.C. Tokyo) Tsukasa Shiotani (Sanfrecce Hiroshima)                                             | Mū Kanazaki (Kashima Antlers) Yasuhito Endō (Gamba Osaka) Toshihiro Aoyama (Sanfrecce Hiroshima)                                                                     | Yoshito Okubo (Kawasaki Frontale) Takashi Usami (Gamba Osaka) Douglas (Sanfrecce Hiroshima)                                                    | [ 3 ] |
| 2016 | Shūsaku Nishikawa (Urawa Red Diamonds)  | Tomoaki Makino (Urawa Red Diamonds) Gen Shōji (Kashima Antlers) Masato Morishige (F.C. Tokyo) Tsukasa Shiotani (Sanfrecce Hiroshima)                                         | Yuki Abe (Urawa Red Diamonds) Yōsuke Kashiwagi (Urawa Red Diamonds) Kengo Nakamura (Kawasaki Frontale) Manabu Saitō (Yokohama F. Marinos)                            | Yū Kobayashi (Kawasaki Frontale) Leandro (Vissel Kobe)                                                                                         | [ 4 ] |
| 2017 | Kōsuke Nakamura (Kashiwa Reysol)        | Daigo Nishi (Kashima Antlers) Gen Shoji (Kashima Antlers) Elsinho (Kawasaki Frontale) Shintarō Kurumaya (Kawasaki Frontale)                                                  | Kengo Nakamura (Kawasaki Frontale) Yōsuke Ideguchi (Gamba Osaka) Hotaru Yamaguchi (Cerezo Osaka)                                                                     | Shinzō Kōroki (Urawa Red Diamonds) Yū Kobayashi (Kawasaki Frontale) Ken'yū Sugimoto (Cerezo Osaka)                                             | [ 5 ] |
| 2018 | Jung Sung-ryong (Kawasaki Frontale)     | Daigo Nishi (Kashima Antlers) Elsinho (Kawasaki Frontale) Shintarō Kurumaya (Kawasaki Frontale) Shōgo Taniguchi (Kawasaki Frontale)                                          | Chanathip Songkrasin (Hokkaido Consadole Sapporo) Akihiro Ienaga (Kawasaki Frontale) Kengo Nakamura (Kawasaki Frontale) Ryōta Ōshima (Kawasaki Frontale)             | Jô (Nagoya Grampus) Hwang Ui-jo (Gamba Osaka)                                                                                                  | [ 6 ] |
| 2019 | Akihiro Hayashi (F.C. Tokyo)            | Sei Muroya (F.C. Tokyo) Masato Morishige (F.C. Tokyo) Thiago Martins (Yokohama F. Marinos)                                                                                   | Kento Hashimoto (F.C. Tokyo) Takuya Kida (Yokohama F. Marinos) Andrés Iniesta (Vissel Kobe)                                                                          | Diego Oliveira (F.C. Tokyo) Kensuke Nagai (F.C. Tokyo) Teruhito Nakagawa (Yokohama F. Marinos) Marcos Júnior (Yokohama F. Marinos)             |       |

## Múltiples apariciones
| N.º | Jugador             | Años                               | Clubes                                   | Posición | País  |
| --- | ------------------- | ---------------------------------- | ---------------------------------------- | -------- | ----- |
| 12  | Yasuhito Endō       | 2003 - 2012, 2014, 2015            | Gamba Osaka                              | MED      | Japón |
| 9   | Marcus Túlio Tanaka | 2004 - 2012                        | Urawa Red Diamonds / Nagoya Grampus      | DEF      | Japón |
| 8   | Kengo Nakamura      | 2006 - 2010, 2016 - 2018           | Kawasaki Frontale                        | MED      | Japón |
| 6   | Mitsuo Ogasawara    | 2001 - 2005, 2009                  | Kashima Antlers                          | MED      | Japón |
| 6   | Seigō Narazaki      | 1996, 1998, 2003, 2008, 2010, 2011 | Yokohama Flügels / Nagoya Grampus        | POR      | Japón |
| 6   | Yūji Nakazawa       | 1999, 2003 - 2005, 2008, 2013      | Tokyo Verdy / Yokohama F. Marinos        | DEF      | Japón |
| 5   | Masami Ihara        | 1993 - 1997                        | Yokohama Marinos                         | DEF      | Japón |
| 5   | Shūsaku Nishikawa   | 2012 - 2016                        | Sanfrecce Hiroshima / Urawa Red Diamonds | POR      | Japón |
| 5   | Masato Morishige    | 2013 - 2016, 2019                  | F.C. Tokyo                               | DEF      | Japón |
| 4   | Naoki Sōma          | 1995 - 1998                        | Kashima Antlers                          | DEF      | Japón |
| 4   | Yutaka Akita        | 1997, 1998, 2000, 2001             | Kashima Antlers                          | DEF      | Japón |
| 4   | Hiroshi Nanami      | 1996 - 1998, 2002                  | Júbilo Iwata                             | MED      | Japón |
| 4   | Masashi Nakayama    | 1997, 1998, 2000, 2002             | Júbilo Iwata                             | DEL      | Japón |
| 4   | Takashi Fukunishi   | 1999, 2001 - 2003                  | Júbilo Iwata                             | MED      | Japón |
| 4   | Yūki Abe            | 2005 - 2007, 2016                  | JEF United Chiba / Urawa Red Diamonds    | MED      | Japón |

### Apariciones por club
| N.º | Club                  |
| --- | --------------------- |
| 37  | Kashima Antlers       |
| 32  | Júbilo Iwata          |
| 31  | Urawa Red Diamonds    |
| 27  | Gamba Osaka           |
| 23  | Kawasaki Frontale     |
| 22  | Yokohama (F.) Marinos |
| 19  | Nagoya Grampus        |
| 18  | Tokyo Verdy           |
| 15  | Sanfrecce Hiroshima   |
| 11  | Cerezo Osaka          |
| 11  | F.C. Tokyo            |
| 9   | Shimizu S-Pulse       |
| 9   | Kashiwa Reysol        |
| 5   | Yokohama Flugels      |
| 4   | JEF United Chiba      |
| 3   | Bellmare Hiratsuka    |
| 2   | Albirex Niigata       |
| 2   | Consadole Sapporo     |
| 1   | Sagan Tosu            |
| 1   | Vegalta Sendai        |
| 1   | Ventforet Kofu        |
| 1   | Kyoto Sanga           |
| 1   | Vissel Kobe           |

### Apariciones por país
| N.º | País          |
| --- | ------------- |
| 231 | Japón         |
| 39  | Brasil        |
| 4   | Corea del Sur |
| 3   | Yugoslavia    |
| 2   | Australia     |
| 2   | Alemania      |
| 1   | Argentina     |
| 1   | Bulgaria      |
| 1   | Camerún       |
| 1   | Colombia      |
| 1   | Países Bajos  |
| 1   | Tailandia     |

- Solamente en dos ocasiones hubo un Best XI con todos sus integrantes japoneses (2009 y 2013)